# Astrochemie
De astrochemie is een vakgebied dat onderzoek verricht naar de abundantie van elementen, de chemische reacties die optreden in het universum en de daaruit gevormde verbindingen en ionen. Het vormt een overlappingsgebied van de scheikunde en astronomie. De studie van de abundantie van elementen en isotopen in het zonnestelsel wordt ook wel kosmochemie genoemd, terwijl de studie van interstellaire materie (atomen en moleculen) en hun interactie met elektromagnetische straling ook wel moleculaire astrofysica wordt genoemd. Beide onderzoeksdomeinen worden echter doorgaans geschaard onder de astrochemie. Van bijzonder belang in de astrochemie is de vorming, de chemische samenstelling en de evolutie van de moleculaire gaswolken (met een dichtheid van ongeveer 100 tot 106 moleculen per kubieke centimeter), omdat uit deze wolken sterren gevormd worden.
Aanvankelijk werd voorspeld dat door de enorm lage dichtheid van de interstellaire gaswolken er geen chemische reacties konden plaatsgrijpen. Tegenwoordig is bekend dat er honderden moleculaire species aanwezig zijn in deze wolken die talrijke chemische reacties kunnen ondergaan. In de ruimte vinden er talloze chemische reacties plaats onder extreme omstandigheden, zoals lage temperaturen, hoge druk en straling. Deze omstandigheden leiden tot unieke chemische processen die niet zomaar op Aarde kunnen worden gereproduceerd.

## Belang van de spectroscopie
Van bijzonder belang in de astrochemie is de spectroscopie (in het bijzonder de microgolfspectroscopie), de studie van interactie van elektromagnetische straling met atomen en moleculen. Telescopen worden hierbij ingezet om de absorptie en emissie van licht in verschillende astronomische objecten te bestuderen, gezien het onmogelijk is om monsters van deze objecten te nemen. Door combinatie van astronomische observaties met laboratoriumexperimenten, kunnen astrochemici de chemische samenstelling, elementaire abundantie en temperatuur van sterren en interstellaire materie bepalen. Door opname van absorptie- en emissiespectra kan bepaald worden welke elementen deel uitmaken van een bepaald kosmologisch object. De eerste op deze manier ontdekte polyatomische organische molecule was formaldehyde (in interstellaire materie).

### Detectie van interstellaire materie
De meest uitgelezen techniek voor de detectie van individuele moleculen is de radioastronomie en de (sub)millimeterastronomie, die heeft geresulteerd in de ontdekking van honderden interstellaire atomaire en moleculaire species, waaronder ionen, radicalen en organische verbindingen (zoals alcoholen, organische zuren, aldehyden en ketonen).
Een van de meest voorkomende interstellaire moleculen is koolstofmonoxide (CO). De molecule is - wegens het grote elektrische dipoolmoment - makkelijk detecteerbaar met radiogolven. Koolstofmonoxide is zó abundant dat het voorkomen ervan gebruikt wordt om moleculaire wolken in te kaart te brengen. Andere moleculen worden slechts gedetecteerd in de dichtste kernen van deze wolken waar stervorming plaatsvindt of kan vinden. 
Daarnaast is de detectie van interstellair glycine van groot belang, doordat dit het meest eenvoudige aminozuur is. Toch is deze ontdekking controversieel, omdat radiogolven minder gevoelig zijn voor complexere moleculen met een minder uitgesproken dipoolmoment (zoals de aminozuren). Radiogolven zijn al helemaal ongevoelig voor moleculen zonder permanent dipoolmoment, zoals methaan of koolstofdioxide.

### Detectie van waterstofgas

De vier zichtbare spectraallijnen van het emissiespectrum van waterstof in de Balmerreeks

De meest voorkomende molecule in het universum is moleculair waterstofgas (H2). Aangezien het geen netto dipoolmoment bezit is het niet detecteerbaar door radiogolven. Aangezien moleculaire wolken zeer koud zijn (typisch in de grootte-orde van 10 tot 50 K), is een deel van de moleculaire species opgesloten in kosmisch stof. Atomair waterstofgas kan echter wel gedetecteerd worden met behulp van elektromagnetische straling van kortere golflengtes. Zo kan het makkelijk gedetecteerd worden met ultraviolet en zichtbaar licht door de absorptie en emissie ervan (de zogenaamde waterstof-spectraallijn). Aan de hand van een waterstofspectrum kan bepaald worden of er waterstofgas aanwezig is, terwijl de intensiteit van de atoomlijnen een maat is voor de abundantie:
Atomair waterstofgas kan ook gemeten worden op radiogolflengten in de 21cm-lijn.

### Polycyclische aromatische koolwaterstoffen
De meeste organische verbindingen absorberen en emitteren licht in het infrarode gebied. Daarnaast hebben astronomische observaties met behulp van infraroodstraling uitgewezen dat interstellaire materie voor een deel bestaat uit complexe gasvormige koolstofbevattende moleculen, de polycyclische aromatische koolwaterstoffen. Zij worden beschouwd als de meest voorkomende groep van koolstofhoudende verbindingen in het universum. Ze komen bijvoorbeeld ook voor in meteorieten en stof van kometen en planetoïden. Bovendien bevatten deze verbindingen, alsook aminozuren, nucleobasen, fullerenen en andere verbindingen die worden aangetroffen in meteorieten, deuterium en isotopen van koolstof, stikstof en zuurstof die zeer zeldzaam zijn op de Aarde. Aangenomen wordt dat de polycyclische aromatische koolwaterstoffen zich vormen in de hete omgeving van sterren.

### Samenstelling van vaste materialen
De infraroodspectroscopie heeft ook geholpen bij het onderzoek naar de samenstelling van vaste materialen in het interstellair medium (het kosmisch stof), zoals silicaten, kerogeenachtige koolstofverbindingen, magnesium- en ijzerhoudende deeltjes en ijs. Dit ijs is echter niet alleen opgebouwd uit water, maar ook uit koolstofdioxide, methaan, methanol, mierenzuur en ammoniak. Zichtbaar licht wordt verstrooid of geabsorbeerd door fijne vaste deeltjes, terwijl het infrarode licht doorheen deze microscopisch kleine deeltjes kan dringen. De grootte van deze deeltjes varieert tussen 0,01 en 0,5 µm. IR-observaties hebben aangetoond dat in moleculaire wolken met hoge dichtheid deze deeltjes als het ware gecoat worden met ijs.